# The Journal of Infectious Diseases
The Journal of Infectious Diseases, abgekürzt J. Infect. Dis. ist eine wissenschaftliche Fachzeitschrift, die vom Oxford University-Verlag im Auftrag der Infectious Diseases Society of America veröffentlicht wird. Die erste Ausgabe erschien 1904. Derzeit erscheint die Zeitschrift zweiwöchentlich. Es werden Original- und Übersichtsarbeiten aus allen Bereichen der Infektiologie veröffentlicht.
Der Impact Factor lag im Jahr 2014 bei 5,997. Nach der Statistik des ISI Web of Knowledge wird das Journal mit diesem Impact Factor in der Kategorie Immunologie an 18. Stelle von 148 Zeitschriften, in der Kategorie Infektionskrankheiten an vierter Stelle von 78 Zeitschriften und in der Kategorie Mikrobiologie an 14. Stelle von 119 Zeitschriften geführt.
Chefherausgeber ist Martin Hirsch (Harvard University, Boston, Vereinigte Staaten).